# Lucas Van Berkel
Lucas Van Berkel (* 29. November 1991 in Edmonton) ist ein kanadischer Volleyballspieler. Mit der Nationalmannschaft nahm er an der Weltmeisterschaft und anderen internationalen Wettbewerben teil. Auf Vereinsebene gewann er in Schweden und der Schweiz Meisterschaften und Pokale. In der Saison 2020/21 spielte er bei den SWD Powervolleys Düren.

## Karriere

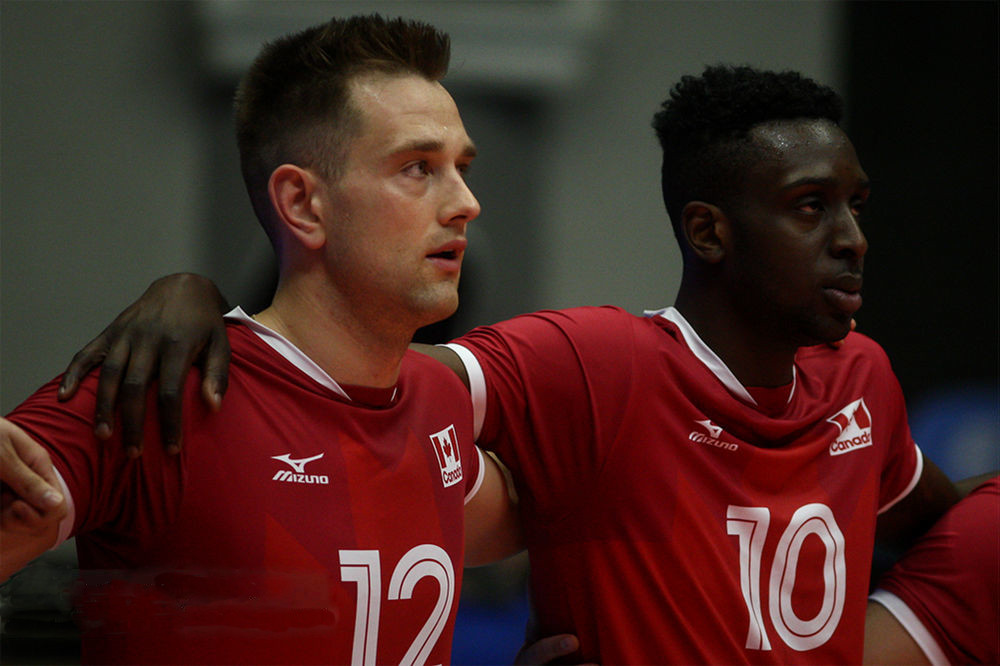
Van Berkel (Nr. 12) in der Nations League 2019

Van Berkel begann seine Karriere an der Edmonton Christian High School. Von 2009 bis 2014 studierte er an der Trinity Western University. Mit der Universitätsmannschaft Spartans gewann er 2011 und 2012 die CIS-Meisterschaft. Seine erste Station im Ausland war der schwedische Verein Linköpings VC, mit dem er in der Saison 2014/15 das Double aus Pokalsieg und Meisterschaft schaffte. In der folgenden Saison spielte der  Mittelblocker in Tschechien bei Příbram VB. Anschließend wechselte er in die Schweiz, wo er 2017 mit Volley Amriswil ebenfalls das Double gewann. Mit der kanadischen Nationalmannschaft wurde er Dritter der Volleyball-Weltliga 2017. In der Saison 2017/18 spielte er in der zweiten italienischen Liga (A2) bei Monini Marconi Volley Spoleto. In der Nations League 2018 wurde er mit Kanada Siebter. Den gleichen Rang belegte Kanada mit Van Berkel bei der Weltmeisterschaft.
Danach wechselte der Mittelblocker zum deutschen Bundesligisten United Volleys Frankfurt. Mit den Frankfurtern schied er im DVV-Pokal und in den Bundesliga-Playoffs jeweils im Viertelfinale gegen die SVG Lüneburg aus. Außerdem nahm er an der Champions League teil, in der die Hessen als Neuling bis in die Gruppenphase kamen. Anschließend wechselte er zum türkischen Erstligisten Galatasaray Istanbul. Mit der Nationalmannschaft nahm er 2019 an der Nations League und dem World Cup teil. Außerdem qualifizierte er sich mit Kanada für die Olympischen Spiele in Tokio. Im Oktober 2020 wurde er vom Bundesligisten SWD Powervolleys Düren verpflichtet. In der Saison 2020/21 unterlagen die SWD Powervolleys im Playoff-Halbfinale gegen Berlin und wurden Dritter. Danach wechselte Van Berkel zum Ligakonkurrenten VfB Friedrichshafen.